# 苯基三甲基硅氧基乙腈
苯基三甲基硅氧基乙腈是一种有机化合物，化学式为C11H15NOSi。它可由苯甲醛和三甲基氰硅烷的硅腈化（cyanosilylation）反应制得。它和环己酮在二异丙基氨基锂的存在下于乙二醇二甲醚中反应，可以得到苯基[1-(三甲基硅氧基)环己基]甲酮。它在盐酸中水解，生成扁桃腈。